# Sōyūtoko aru yo ne?
„Sōyūtoko aru yo ne?” (jap. ソーユートコあるよね?) – dwudziesty szósty singel japońskiego zespołu SKE48, wydany w Japonii 15 stycznia 2020 roku przez avex trax.
Singel został wydany w dziewięciu edycjach: czterech regularnych i czterech limitowanych (Type A, Type B, Type C, Type D) oraz „teatralnej” (CD). Osiągnął 1 pozycję w rankingu Oricon i pozostał na liście przez 15 tygodni. Singel zdobył status platynowej płyty.

## Lista utworów
Wszystkie utwory zostały napisane przez Yasushiego Akimoto.

### Type A
| CD | CD                                                              | CD              | CD                               | CD      |
| Nr | Tytuł utworu                                                    | Kompozycja      | Aranżacja                        | Długość |
| -- | --------------------------------------------------------------- | --------------- | -------------------------------- | ------- |
| 1. | „Sōyūtoko aru yo ne?” (jap. ソーユートコあるよね?)              | youth case      | youth case                       | 3:56    |
| 2. | „Who are you?” (wyk. Jurina Matsui)                             | ARAKI           | ARAKI                            | 4:52    |
| 3. | „Kimi no inai sekai” (jap. 君のいない世界) (wyk. Coming Flavor) | Takafumi Fujino | Takafumi Fujino, Takashi Shimada | 4:38    |
| 4. | „Sōyūtoko aru yo ne?” (jap. ソーユートコあるよね?) (off vocal)  | youth case      | youth case                       | 3:56    |
| 5. | „Who are you?” (off vocal)                                      | ARAKI           | ARAKI                            | 4:52    |
| 6. | „Kimi no inai sekai” (jap. 君のいない世界) (off vocal)          | Takafumi Fujino | Takafumi Fujino, Takashi Shimada | 4:38    |

| DVD | DVD | DVD     |
| Nr  | Tytuł utworu | Długość |
| --- | --- | ------- |
| 1.  | „Sōyūtoko aru yo ne?” (jap. ソーユートコあるよね?) (Music Video)                                                                                              |         |
| 2.  | „Who are you?” (Music Video) |         |
| 3.  | „Sōyūtoko aru yo ne? Music Video Documentary & & 11-shūnen zen Member Comment” (jap. ソーユートコあるよね? Music Video Documentary&11周年 全メンバーコメント) |         |

### Type B
| CD | CD                                                              | CD              | CD                               | CD      |
| Nr | Tytuł utworu                                                    | Kompozycja      | Aranżacja                        | Długość |
| -- | --------------------------------------------------------------- | --------------- | -------------------------------- | ------- |
| 1. | „Sōyūtoko aru yo ne?” (jap. ソーユートコあるよね?)              | youth case      | youth case                       | 3:56    |
| 2. | „Straight junjō” (jap. ストレートな純情) (wyk. Jewel Box)       | AKAY, RANASOL   | AKAY                             | 3:13    |
| 3. | „Kimi no inai sekai” (jap. 君のいない世界) (wyk. Coming Flavor) | Takafumi Fujino | Takafumi Fujino, Takashi Shimada | 4:38    |
| 4. | „Sōyūtoko aru yo ne?” (jap. ソーユートコあるよね?) (off vocal)  | youth case      | youth case                       | 3:56    |
| 5. | „Straight junjō” (jap. ストレートな純情) (off vocal)            | AKAY, RANASOL   | AKAY                             | 3:13    |
| 6. | „Kimi no inai sekai” (jap. 君のいない世界) (off vocal)          | Takafumi Fujino | Takafumi Fujino, Takashi Shimada | 4:38    |

| DVD | DVD | DVD     |
| Nr  | Tytuł utworu                                                                                                 | Długość |
| --- | --- | ------- |
| 1.  | „Sōyūtoko aru yo ne?” (jap. ソーユートコあるよね?) (Music Video)                                             |         |
| 2.  | „Straight junjō” (jap. ストレートな純情) (Music Video)                                                       |         |
| 3.  | „SKE48 gekijō Debut 11 shūnenkinen tokubetsu kōen – zenpen” (jap. SKE48 劇場デビュー11周年記念特別公演 前編) |         |

### Type C
| CD | CD                                                              | CD                           | CD                               | CD      |
| Nr | Tytuł utworu                                                    | Kompozycja                   | Aranżacja                        | Długość |
| -- | --------------------------------------------------------------- | ---------------------------- | -------------------------------- | ------- |
| 1. | „Sōyūtoko aru yo ne?” (jap. ソーユートコあるよね?)              | youth case                   | youth case                       | 3:56    |
| 2. | „Koi no konkyo” (jap. 恋の根拠) (wyk. Highway Girls)            | Kōhei Tsukada, Kōta Tsutsumi | Kōhei Tsukada, Kōta Tsutsumi     | 4:23    |
| 3. | „Kimi no inai sekai” (jap. 君のいない世界) (wyk. Coming Flavor) | Takafumi Fujino              | Takafumi Fujino, Takashi Shimada | 4:38    |
| 4. | „Sōyūtoko aru yo ne?” (jap. ソーユートコあるよね?) (off vocal)  | youth case                   | youth case                       | 3:56    |
| 5. | „Koi no konkyo” (jap. 恋の根拠) (off vocal)                     | Kōhei Tsukada, Kōta Tsutsumi | Kōhei Tsukada, Kōta Tsutsumi     | 4:23    |
| 6. | „Kimi no inai sekai” (jap. 君のいない世界) (off vocal)          | Takafumi Fujino              | Takafumi Fujino, Takashi Shimada | 4:38    |

| DVD | DVD | DVD     |
| Nr  | Tytuł utworu                                                                                                | Długość |
| --- | --- | ------- |
| 1.  | „Sōyūtoko aru yo ne?” (jap. ソーユートコあるよね?) (Music Video)                                            |         |
| 2.  | „Koi no konkyo” (jap. 恋の根拠) (Music Video)                                                               |         |
| 3.  | „SKE48 gekijō Debut 11 shūnenkinen tokubetsu kōen – kōhen” (jap. SKE48 劇場デビュー11周年記念特別公演 後編) |         |

### Type D
| CD | CD                                                              | CD              | CD                               | CD      |
| Nr | Tytuł utworu                                                    | Kompozycja      | Aranżacja                        | Długość |
| -- | --------------------------------------------------------------- | --------------- | -------------------------------- | ------- |
| 1. | „Sōyūtoko aru yo ne?” (jap. ソーユートコあるよね?)              | youth case      | youth case                       | 3:56    |
| 2. | „Seishun no hōseki” (jap. 青春の宝石) (wyk. Akane Takayanagi)   | tomomi, Shinpei | Shinpei                          | 4:40    |
| 3. | „Kimi no inai sekai” (jap. 君のいない世界) (wyk. Coming Flavor) | Takafumi Fujino | Takafumi Fujino, Takashi Shimada | 4:38    |
| 4. | „Sōyūtoko aru yo ne?” (jap. ソーユートコあるよね?) (off vocal)  | youth case      | youth case                       | 3:56    |
| 5. | „Seishun no hōseki” (jap. 青春の宝石) (off vocal)               | tomomi, Shinpei | Shinpei                          | 4:40    |
| 6. | „Kimi no inai sekai” (jap. 君のいない世界) (off vocal)          | Takafumi Fujino | Takafumi Fujino, Takashi Shimada | 4:38    |

| DVD | DVD | DVD     |
| Nr  | Tytuł utworu | Długość |
| --- | --- | ------- |
| 1.  | „Sōyūtoko aru yo ne?” (jap. ソーユートコあるよね?) (Music Video) |         |
| 2.  | „Seishun no hōseki” (jap. 青春の宝石) (Music Video) |         |
| 3.  | „DOCUMENTARY of AKANE TAKAYANAGI ~Takayanagi Akane no kako to genzai to soshite, mirai~” (jap. DOCUMENTARY of AKANE TAKAYANAGI 〜高柳明音の過去と現在と そして、未来〜) |         |

### Wer. teatralna
| CD | CD                                                              | CD              | CD                               | CD      |
| Nr | Tytuł utworu                                                    | Kompozycja      | Aranżacja                        | Długość |
| -- | --------------------------------------------------------------- | --------------- | -------------------------------- | ------- |
| 1. | „Sōyūtoko aru yo ne?” (jap. ソーユートコあるよね?)              | youth case      | youth case                       | 3:56    |
| 2. | „Nagisa no Image” (jap. 渚のイメージ) (wyk. SKE48 10-kisei)     | BASSICK         | BASSICK                          |         |
| 3. | „Kimi no inai sekai” (jap. 君のいない世界) (wyk. Coming Flavor) | Takafumi Fujino | Takafumi Fujino, Takashi Shimada | 4:38    |
| 4. | „SKE48 26th Single Medley”                                      |                 |                                  |         |
| 5. | „Sōyūtoko aru yo ne?” (jap. ソーユートコあるよね?) (off vocal)  | youth case      | youth case                       | 3:56    |
| 6. | „Nagisa no Image” (jap. 渚のイメージ) (off vocal)               | BASSICK         | BASSICK                          |         |
| 7. | „Kimi no inai sekai” (jap. 君のいない世界) (off vocal)          | Takafumi Fujino | Takafumi Fujino, Takashi Shimada | 4:38    |

## Skład zespołu
| „Sōyūtoko aru yo ne?” |
| --- |
| - Team S: Ruka Inoue, Kano Nojima, Jurina Matsui, Chikako Matsumoto - Team KII: Yuki Arai, Yūna Egō, Mina Ōba, Sarina Sōda, Akane Takayanagi, Saki Takeuchi, Yuzuki Hidaka, Nao Furuhata (środek) - Team E: Yūka Asai, Natsuki Kamata, Haruka Kumazaki, Kaho Satō, Ōka Suenaga, Akari Suda (środek), Yuki Takahata |

| „Kimi no inai sekai” |
| --- |
| - Team S: Yūki Ōtani, Miyo Nomura (środek) - Team KII: Airi Mizuno - Team E: Shiina Hirata, Marina Nishi - Kenkyūsei: Hinano Aoumi, Kimie Akahori, Ena Suzuki, Mizuki Tanabe |

| „Straight junjō” |
| --- |
| - Team S: Marin Sakamoto, Aika Sugiyama, Chikako Matsumoto (środek), Suzuran Yamauchi - Team KII: Shiori Aoki, Ruka Kitano - Team E: Reona Ida, Makiko Saitō, Maya Sugawara, Marika Tani, Nao Fukushi |

| „Koi no konkyo” |
| --- |
| - Team S: Yuzuki Ishiguro, Yūki Ōtani, Ayuka Kamimura, Rika Tsuzuki, Izumi Nakamura, Miyo Nomura - Team KII: Rinka Oshiba, Ayaka Ōta, Narumi Kataoka, Kotono Shirai, Airi Nakano, Airi Mizuno - Team E: Honoka Aikawa, Ami Kurashima, Marina Nishi, Shiina Hirata (środek), Negai Fukai - Kenkyūsei: Hinano Aoumi, Kimie Akahori, Himeka Arano, Kaede Ikeda, Kanon Ishikawa, Sayaka Iriuchijima, Mako Ōhashi, Ayaka Okamoto, Miharu Kawashima, Yukino Shirai, Ena Suzuki, Kokona Suzuki, Nanami Takeuchi, Mizuki Tanabe, Miyu Nakasaka, Momona Hirano, Fuyuka Fujimoto |

| „Nagisa no Image” |
| --- |
| - Kenkyūsei: Rika Aoki, Mizuki Ishizuka (środek), Miki Itō, Hayaka Igarashi, Yui Katō, Rikako Kiuchi, Mikuru Kito, Kanon Sawada, Anan Sugiyama, Mio Nishii, Mirei Hayashi |

## Notowania
| Lista                             | Pozycja |
| --------------------------------- | ------- |
| Oricon Weekly Singles Chart       | 1       |
| Oricon Yearly Singles Chart       | 16      |
| Billboard Japan Hot 100           | 1       |
| Billboard Japan Hot Singles Sales | 1       |

## Sprzedaż
| Dane wg         | Sprzedaż |
| --------------- | -------- |
| Oricon          | 325 384+ |
| Billboard Japan | 403 847+ |